# Ángel Quesada
Ángel Quesada (Sevilla, 30 de diciembre de 1948-Salamanca, 11 de diciembre de 2008) fue un actor y presentador de televisión español.

## Biografía
Fue doblador para películas de cine y televisión. Cedió su voz en off para teatro y otros. Manejaba como quería su maravillosa voz, elástica y de muy distintos timbres. En Madrid desde 1970, en Sevilla ya era actor.
Sus comienzos en la interpretación se sitúan en el teatro, llegando a pisar las tablas del Teatro Español de Madrid, con obras como El Buscón (1972), de Francisco de Quevedo, dirigido por Alberto González Vergel. Intervino a las órdenes de González Vergel y José Luis Alonso, en numerosas obras de teatro y también en los Festivales de España. Entre otros, recibió el premio al mejor actor en el festival de Sitges.
Iniciado ante las cámaras en la obra de teatro La malquerida, emitida por Televisión Española dentro del espacio Estudio 1 en 1977, a las que le siguieron otras, entre ellas Misericordia. También participó en el programa Fantástico de José María Íñigo; siendo protagonista del espacio Punto de mira… El punto culminante de su popularidad llegó en 1981 cuando presentó, junto a José Carabias, el concurso de TVE Lápiz y papel, que dirigió Fernando Navarrete y que fue uno de los grandes éxitos de la pequeña pantalla en aquella temporada.
Siempre estuvo en televisiones para la realización-dirección de diferentes programas didácticos, de entretenimiento y concursos, ideados, creados y guionizados por él.
También hizo incursiones en cine, interviniendo en las películas La cigüeña bondadosa (1980), de Mario Menéndez, Todos al suelo (1980), de Mariano Ozores, Le llamaban J.R. (1982) y J.R. contraataca, estas dos últimas de Francisco Lara Polop. Realizó películas de seguridad para determinadas empresas como MAFRE, Cepsa…
Realizó un número importante de documentales para diferentes empresas oficiales y televisiones, siendo director-realizador-creativo-guionista.
Es hijo adoptivo de Avilés.
Padeció un cáncer microcítico de pulmón extendido al corazón; durante su enfermedad, de un año y dos meses de duración, se ofreció a todo tipo de pruebas médicas y fármacos. Entregó su cuerpo a la ciencia en la ciudad de su fallecimiento, Salamanca.